# Gent–Wevelgem 2015
Das Radrennen Gent–Wevelgem 2015 war die 77. Austragung dieses Radsportklassikers und fand am 29. März 2015 statt. Wie schon im Vorjahr wurde das Rennen an einem Sonntag ausgetragen. Das Eintagesrennen war Teil der UCI WorldTour 2015 und innerhalb dieser das siebte von 28 Rennen. Die Gesamtdistanz des Rennens betrug 239,1 Kilometer. Es siegte der Italiener Luca Paolini aus der russischen Mannschaft Katusha vor dem Niederländer Niki Terpstra aus der belgischen Mannschaft Etixx-Quick Step und dem Briten Geraint Thomas aus der britischen Mannschaft Sky.
Für Luca Paolini war es der erste Sieg bei Gent–Wevelgem. Er war der vierte italienische Profi, nach Francesco Moser (1979), Guido Bontempi (1984, 1986) und Mario Cipollini (1992, 1993, 2002), der das Rennen Gent–Wevelgem für sich entschied. Somit war es der siebte italienische Sieg bei diesem Rennen.

## Teilnehmer
| 17 UCI WorldTeams AG2R La Mondiale (ALM) Astana Pro Team (AST) BMC Racing Team (BMC) Etixx-Quick Step (EQS) FDJ (FDJ) IAM Cycling (IAM) | Team Katusha (KAT) Lampre-Merida (LAM) Lotto Soudal (LTS) Movistar Team (MOV) Orica GreenEdge (OGE) Team Sky (SKY) | Team Cannondale-Garmin (TCG) Tinkoff-Saxo (TCS) Trek Factory Racing (TFR) Team Giant-Alpecin (TGA) Team Lotto NL-Jumbo (TLJ) |
| 8 UCI Professional Continental Teams Bora-Argon 18 (BOA) Cofidis, Solutions Crédits (COF) Team Europcar (EUC)                           | MTN-Qhubeka (MTN) Roompot Oranje Peloton (ROP) Southeast (STH)                                                     | Topsport Vlaanderen-Baloise (TSV) Wanty-Groupe Gobert (WGG)                                                                  |

Startberechtigt waren die 17 UCI WorldTeams der Saison 2015. Zusätzlich vergab der Veranstalter Wildcards an acht UCI Professional Continental Teams. Die 25 teilnehmenden Mannschaften traten mit jeweils acht Fahrern an. Dadurch ergab sich ein Starterfeld von insgesamt 200 Fahrern aus 33 Nationen. Unter den Fahrern befanden sich 17 Deutsche, zwei Österreicher und vier Schweizer.

## Ergebnis

### UCI WorldTour
Gent–Wevelgem war innerhalb der UCI WorldTour 2015 ein Rennen der 4. Kategorie. Deshalb erhielten die zehn besten Fahrer – vorausgesetzt sie fahren für ein UCI WorldTeam – Punkte für das UCI WorldTour Ranking mit folgender Punkteverteilung:
| Platzierung | 1. | 2. | 3. | 4. | 5. | 6. | 7. | 8. | 9. | 10. |
| Punkte      | 80 | 60 | 50 | 40 | 30 | 22 | 14 | 10 | 6  | 2   |

### Endstand
Von den 200 gemeldeten Fahrern gingen alle an den Start, von denen 39 im Ziel angekommen sind. Ein Fahrer wurde disqualifiziert.
| Platz | Fahrer             | Nation | Team                | Zeit                    | Punkte |
| ----- | ------------------ | ------ | ------------------- | ----------------------- | ------ |
| 01.   | Luca Paolini       | ITA    | Team Katusha        | 6:20:55 h (37,662 km/h) | 80     |
| 02.   | Niki Terpstra      | NED    | Etixx-Quick Step    | + 0:11 min              | 60     |
| 03.   | Geraint Thomas     | GBR    | Team Sky            | gleiche Zeit            | 50     |
| 04.   | Stijn Vandenbergh  | BEL    | Etixx-Quick Step    | + 0:18 min              | 40     |
| 05.   | Jens Debusschere   | BEL    | Lotto Soudal        | + 0:26 min              | 30     |
| 06.   | Sep Vanmarcke      | BEL    | Team Lotto NL-Jumbo | + 0:40 min              | 22     |
| 07.   | Jürgen Roelandts   | BEL    | Lotto Soudal        | + 1:51 min              | 14     |
| 08.   | Daniel Oss         | ITA    | BMC Racing Team     | + 4:15 min              | 10     |
| 09.   | Alexander Kristoff | NOR    | Team Katusha        | + 6:54 min              | 06     |
| 10.   | Peter Sagan        | SVK    | Tinkoff-Saxo        | gleiche Zeit            | 02     |